# Peter Steele
Peter Steele (nacido Peter Thomas Ratajczyk; Brooklyn, Nueva York, 4 de enero de 1962-Scranton, Pensilvania, 14 de abril de 2010) fue un músico estadounidense, más conocido por ser el bajista, vocalista, líder y compositor de la banda de metal gótico y doom metal Type O Negative. Antes de fundar Type O Negative, había creado el grupo de death rock con influencias de hard rock Fallout, y el de crossover thrash, speed metal y heavy metal Carnivore.

## Primeros años
Nació en Red Hook, Brooklyn, en el seno de una familia católica y asistió a la Escuela Secundaria Edward R. Murrow ubicada en el barrio de Midwood de Brooklyn. Su padre era de origen ruso y polaco, y su madre tenía ascendencia irlandesa, escocesa, noruega e islandesa. Se crio en los barrios de Bensonhurst y Brighton Beach en Brooklyn. Era el más joven de seis hermanos, con cinco hermanas mayores. Su padre luchó en la Segunda Guerra Mundial y más tarde trabajó en un astillero. Steele comenzó a tomar clases de guitarra a los 12 años y pasó al bajo seis meses más tarde.
Trabajó para el Departamento de Parques y Recreación de la ciudad de Nueva York hasta que comenzó a salir de gira con Type O Negative en el verano de 1994. Estaba destinado al Brooklyn Heights Promenade, donde su trabajo consistía en mantenimiento de parques, conducción de vehículos (incluyendo camiones de basura y apisonadoras), y alguna eventual promoción a supervisor del parque. Steele consideraba sus días de trabajo para el departamento de parques entre los más felices de su vida.
Peter fue cantante desde los 17 años, cuando ya tenía una voz característicamente grave.

## Carrera musical

### Fallout y Carnivore (1979-1987)
En 1979, formó la banda de heavy metal Fallout. En 1982, después de la disolución de Fallout, Steele formó la banda de thrash metal Carnivore. Con Carnivore, las letras eran a menudo ásperas y políticamente incorrectas, y hablaban de religión, la guerra, las razas y la misoginia. Carnivore lanzó su primer disco homónimo en 1985. En 1986, Steele escribió las letras de varias canciones del segundo álbum de la banda de hardcore punk Agnostic Front, Cause for Alarm. En 1987, Carnivore lanzó Retaliation, antes de separarse más tarde ese año.

### Type O Negative

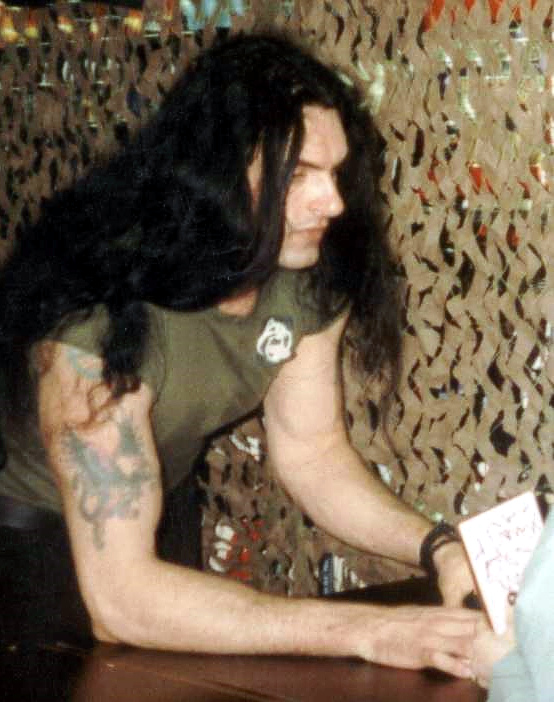
Peter Steele en Londres a principios de los 90, durante una firma de discos de Type O Negative.

En los 90 fundó la banda Type O Negative como bajista y cantante. Steele ha dicho en varias entrevistas que nunca ha tomado clases de canto y que estaba orgulloso de hasta dónde había llegado. Era igualmente conocido por su humor negro e inexpresivo. Fue muy autocrítico e incluso padeció de depresión, para la cual en ocasiones recibió tratamiento psiquiátrico. Hubo rumores no confirmados sobre la muerte de Steele después de que el sitio web de la banda publicara la imagen de una lápida que llevaba su nombre y las fechas 1962-2005.
Según un artículo del 14 de mayo de 2005, Steele no estaba muerto; la publicación de la web estaba relacionada con su reciente firma con SPV Records. La web de la banda quitó la imagen de la lápida en octubre de 2005. Sin embargo, Steele había desaparecido durante un tiempo prolongado sin ninguna explicación por parte de la banda o de sus representantes.
Los rumores de su muerte, enfermedad terminal y otras especulaciones aumentaron hasta que el misterio se disipó en 2006, con el DVD "Symphony for the Devil". Incluido en este DVD hay una entrevista en la que Steele menciona brevemente su encarcelamiento en Rikers Island y en el pabellón psiquiátrico del Kings County Hospital, ambos ingresos aparentemente causados por su consumo abusivo de sustancias, por lo que también estuvo un tiempo en libertad condicional. 
Esta situación se incorporó en la canción "Tripping A Blind Man" del álbum de Type O Negative de 2007 Dead Again.
Steele apareció desnudo como página central de la revista Playgirl en 1995. Después de descubrir a través de Kenny Hickey de que sólo el 23 % de los suscriptores de la publicación eran de sexo femenino, Steele lamentó la decisión y posteriormente lo hizo saber en Life Is Killing Me, con la canción "I Like Goils".
En una entrevista de 2007, Steele lo plantea como un mero truco publicitario. Fue el primer modelo de Playgirl en aparecer con una erección. Hasta ese momento, todos los modelos masculinos que salían desnudos en la revista estaban en un estado flácido.

"...No estaba al tanto de que 'Playgirl' era una publicación gay. Tenía la impresión de que era para amas de casa solitarias o algo así. Tampoco es que me importe, no fue más que un truco publicitario. Fue eso. Me arrepiento porque fue como si me explotara, pero luego el manager te dice que lo hagas y la banda te dice que lo hagas y el sello te dice que lo hagas... y te ofrecen una página y luego tres y luego la portada y luego las páginas centrales. 'Venderás muchos álbumes si lo haces', y yo, 'Joder, pues lo haré'. Me metieron en su número de los '10 metaleros más calientes' y no sé porque me eligieron para hacer una foto de la cara. Esta cabeza. La que tengo encima de los hombros (risas). Así que fui allí y me dicen, '¿Quieres quitarte la camiseta?' Y yo, 'Claro'. Había tomado el sol ese mes, así que todo correcto. Luego me hicieron una oferta que no pude rechazar: posar desnudo y esto y lo otro. He leído la 'Playboy' y es la pornografía con más clase que pueda haber. Bonito diseño, no creo que degrade a la mujer. Así que pensé que 'Playgirl' era como eso. Me mandaron estos números y me decepcionaron un poco. Echándole un vistazo pensé, 'Estos tíos están flácidos'. Yo dije que quería hacer eso solo bajo una circunci...Casi digo circuncisión (risas) circunstancia quería decir. 'Quiero estar erecto'. Y me dijeron, '¿de verdad crees que puedes hacerlo?' Y dije, 'Tu levanta lo tuyo trayendo el cheque, que yo levantaré lo mío'. Y fui y lo hice. Parece que fui la primera persona en tener un pene erecto en una sesión de fotos..."
Extracto de la entrevista de 2007

Steele también ha revelado en entrevistas recientes que la marcha de Type O Negative de Roadrunner Records estuvo causada, aparte de por una mala calidad, por algo que tenía que ver con un disco que supuestamente no habían autorizado. Además, se reveló más tarde en Headbangers Ball de la MTV que la nueva unión con la discográfica SPV era probablemente lo mejor que le había pasado desde el disco Dead Again desde el punto de vista de la producción.

## Muerte
El jueves, 14 de abril de 2010 murió a la edad de 48 años. Se desconocen exactamente las causas de la muerte, supuestamente un infarto o un aneurisma de aorta, aunque otras fuentes aseguran que la verdadera causa de su fallecimiento fue una septicemia causada por una diverticulitis. El 15 de abril de 2010 la banda Type O Negative confirmaba la muerte del artista en su web oficial. Su entierro fue íntimo, con la presencia de familiares y la banda.
Tras su muerte, Type O Negative se disolvió.

### Monumento en memoria de Peter Steele
El 21 de noviembre de 2011 se plantó un roble en Prospect Park en memoria de Peter Steele. El líder de Type O Negative era un amante de la naturaleza, y se habilitó este espacio para que los fanes del grupo pudieran rendir sus respetos al fallecido cantante y bajista. También se instaló una placa en un banco cercano donde se puede leer: In Memory of the Green Man Peter ‘Steele’ Ratajczyk 1962 - 2010 («En recuerdo del hombre verde Peter ‘Steele’ Ratajczyk 1962 - 2010»). En este parque de Brooklyn se habían rodado secuencias para su conocido videoclip del tema de 1996 «Love You to Death».